# Inside Story
Inside Story — восьмой студийный альбом американской певицы Грейс Джонс, выпущенный в 1986 году. Это был её первый релиз на новом лейбле Manhattan Records. Все песни на альбоме были написаны самой Джонс при участии Брюса Вулли, продюсером альбома выступил Найл Роджерс. Обложку альбома разработал художник Ричард Бернштейн.

## Список композиций
Слова и музыка всех песен — Грейс Джонс и Брюс Вулли.
| №  | Название                                    | Длительность |
| -- | ------------------------------------------- | ------------ |
| 1. | «I’m Not Perfect (But I’m Perfect for You)» | 3:57         |
| 2. | «Hollywood Liar»                            | 3:50         |
| 3. | «Chan Hitchhikes to Shanghai»               | 4:33         |
| 4. | «Victor Should Have Been a Jazz Musician»   | 4:42         |
| 5. | «Party Girl»                                | 3:44         |

| №   | Название                    | Длительность |
| --- | --------------------------- | ------------ |
| 6.  | «Crush»                     | 3:27         |
| 7.  | «Barefoot in Beverly Hills» | 4:07         |
| 8.  | «Scary But Fun»             | 3:55         |
| 9.  | «White Collar Crime»        | 4:59         |
| 10. | «Inside Story»              | 4:31         |

## Участники записи
- Грейс Джонс — ведущий вокал

Музыканты:
- Мак Голлехон[англ.] — труба
- Стэн Харрисон[англ.] — альт-саксофон
- Стив Элсон — баритон-саксофон, флейта
- Ленни Пикетт[англ.] — тенор-саксофон
- Брюс Вулли[англ.] — аранжировки
- Кевин Джонс — цифровой интерфейс, секвенсор, программирование ударных

Технический персонал:
- Найл Роджерс — музыкальный продюсер, аранжировки
- Грейс Джонс — музыкальный продюсер
- Бадд Туник — менеджер проекта
- Джеймс Фарбер — инженер по записи и микшированию
- Скотт Анселл — обработка звука
- Барри Диамент — цифровое редактирование
- Кнут Бон — инженеринг
- Грег Калби — мастеринг-инженер
- Ричард Бернштейн — компьютерное изображение

## Позиции в хит-парадах
| Чарт (1986)                            | Пиковая позиция |
| -------------------------------------- | --------------- |
| Австралия (Kent Music Report)          | 51              |
| Австрия (Ö3 Austria)                   | 15              |
| Великобритания (UK Albums Chart)       | 61              |
| Германия (Media Control)               | 38              |
| Новая Зеландия (RMNZ)                  | 12              |
| США (Billboard 200)                    | 81              |
| США (Billboard Top R&B/Hip-Hop Albums) | 26              |
| Финляндия (Suomen virallinen lista)    | 25              |
| Швейцария (Schweizer Hitparade)        | 30              |
| Швеция (Sverigetopplistan)             | 34              |

## Сертификации и продажи
| Регион | Сертификация | Продажи |
| --- | ------------ | ------- |
| Великобритания (BPI) | Серебряный   | 60 000^ |
| * Данные о продажах приведены только на основе сертификации. ^ Данные о тиражах приведены только на основе сертификации. |              |         |